# Денежкин камен (резерват)
Денежкин камен (на руски: Денежкин Камень) е резерват в Русия.

## Географско положение
Създаден е през 1946 г. на територията на Свердловска област и Пермски край, с площ около 135 000 ha. Територията е изменяна. През 1961 г. на мястото на защитената територия е създадена държавна индустриална ферма. През 1991 г. статутът на територията е възстановен, на площ с приблизително половината размер. Частите в региона на Перм (западните склонове на Урал) не са включени в резервата, особено ценните природни комплекси са извън защитената зона: хребетът Шемур и поречията на Косва и Шегултан. Площта на резервата е 78 000 ha. Кръстен на едноименната планина, в която се намира.
В природно отношение територията принадлежи към зоната на тайгата. Релефът е среднопланински с максимална височина 1200 – 1492 m и относителна – около 900 – 1100 m. Най-големите реки са Талтия, извираща от хребета Хозатумп, Шегултан и Сосва с притоци Солва, Супрея, Талая, част от водосборния басейн на река Об.

## Растителен и животински свят
Около 38% от територията на резервата е заета от иглолистна смесена гора от ела, кедър и смърч. Около 12% от площта е заета от борови гори (главно в източните и южните части на резервата). Районите с преобладаваща растителност от кедров бор – около 1% от територията, по скалистите склонове на планините. Смесените гори заемат около 35% от територията. Има брезови гори (около 3% от площта). Субалпийският пояс е зает от лиственица, бреза, сибирски бор, по-рядко смърч и ела, а около 8% от площта е заета от лесотундра. Често срещани са синя и черна боровинка, мъхове и лишеи, както и върби, дива роза, бреза джудже.
От животинските видове са разпространени характерните за тайгата. От бозайниците се срещат 37 вида. На територията на резервата има 140 вида птици, което е 67% от видовия състав на региона. От тях 111 вида гнездят, други 24 вида се срещат по време на пролетните и есенните миграции.
Сред най-характерните животински видове обитаващи резервата са кафява мечка, росомаха, рис, самур, лос, глухар, сова, бухал и др. От гризачите са разпространени обикновена катерица и Азиатски бурундук.
На 15 юни 2010 г. на територията на резервата става пожар. Към 5 август площта му достига 800 хектара. При изгасването му общо 2800 ha са засегнати от пожара или около 3,5% от общата площ на резервата. При гасенето участват 114 души и 20 специализирани части, както и хеликоптер Ми-8.